# Nem hivatalos labdarúgó-világbajnokság
A nem hivatalos labdarúgó-világbajnokság (angolul: Unofficial Football World Championships – UFWC) egy olyan eljárás, amely a világ legjobb csapatát a profi ökölvívó-világbajnokságok rendszerével jelöli ki – tehát aki győz az aktuális bajnok ellen, az átveszi a helyét, és így az lesz a következő világbajnok.
Az aktuális bajnok Algéria, amely 2024. november 17-én hódította el a címet Libériától a 2025-ös Afrikai nemzetek kupája selejtezőn.
Magyarország összesen 7 alkalommal nyerte el a címet, először 1940. március 31-én, amikor Svájcot győzte le 3–0-ra. Legutóbb a magyar válogatott 2008. május 24-e és 2008. szeptember 10-e között volt nem hivatalos világbajnok.

## Története
Az ötlet eredetileg néhány skót szurkolótól származik, akik tréfásan kijelentették, hogy mivel megverték Angliát (akik megnyerték az 1966-os vb-t) egy brit bajnokságon 1967. április 15-én, ezért ők a nem hivatalos világbajnokok. Az angoloknak ez volt az első vereségük a hivatalos világbajnoki cím megnyerése óta.
A lényeg: 1872. november 30-án játszották a történelem első válogatott mérkőzését – ez Anglia és Skócia között döntetlenül végződött. A következő mérkőzés 1873. március 8-án volt, ekkor Anglia 4–2-re nyert. A játék kitalálói szerint ekkor Anglia lett a nem hivatalos világbajnok, és innentől kezdve vezették végig a futballtörténelmen a láncot.
Az aktuális nem hivatalos világbajnok következő mérkőzése számít címmeccsnek. Ha a hivatalban lévő világbajnok nyer, növeli címei számát, ha döntetlen lesz a mérkőzés, akkor ő marad a világbajnok, de címei számát nem növeli, végül, ha kikap, akkor a legyőzője az új nem hivatalos világbajnok.
Szükséges megjegyezni, hogy a hivatalos, és a nem hivatalos világbajnokságnak semmi köze egymáshoz. 1954-ben a világbajnokság alatt például Paraguay volt a nem hivatalos világbajnok, tehát egy olyan válogatott, amely kinn sem volt a vébén. Ellenben 1998-ban a Franciaország-Brazília meccs egy „címegyesítő” mérkőzés volt, mind a két világbajnokságnak „címmeccse”.

## Szabályok
1. A mérkőzésekre azok a szabályok vonatkoznak, amelyeket az adott mérkőzésen is alkalmaznak.
  - Ha például egy olyan mérkőzésről van szó, amelyen nincs hosszabbítás és döntetlenül is végződhet, akkor a nem hivatalos labdarúgó-világbajnokság mérkőzés szempontjából is ugyanez a szabály.
  - Ha az adott mérkőzésen hosszabbítás, illetve büntetőpárbajra is sor kerülhet (azaz valamelyik csapat mindenképp megnyeri a mérkőzést), akkor a nem hivatalos labdarúgó-világbajnokság mérkőzés szempontjából is ugyanez a szabály.
2. A mérkőzés csak egy, a FIFA által is hivatalosan elismert mérkőzés lehet. A mérkőzésen mindkét ország első számú nemzeti válogatottja vesz részt (A–válogatott).
3. A mérkőzés győztese lesz az új, nem hivatalos labdarúgó-világbajnokság címvédője.
4. A nem hivatalos labdarúgó-világbajnokság ranglistája egy egyszerű pontozásos rendszerrel kerül kiszámításra:
  - A címvédő csapat 1 pontot kap minden egyes megnyert címmérkőzéséért.
  - A címvédő csapat nem kap pontot, ha a címmérkőzése döntetlennel ér véget.
  - Ha két vagy több csapat azonos pontszámmal áll, akkor ábécé sorrendben kell a sorrendet meghatározni.

## Ranglista
A címet eddig 49 különböző labdarúgó-válogatott birtokolta.
- Nyert mérkőzések: a cím elnyerésének mérkőzése, valamint az azt követő azon mérkőzések száma, amelyet a csapat megnyert, a hosszabbítás után, valamint büntetőpárbajjal megnyert mérkőzéseket is beleértve, de a döntetlenek nélkül

| Hely | Nemzet           | Nyert mérkőzések | A cím legutóbbi birtoklása |
| ---- | ---------------- | ---------------- | -------------------------- |
| 1.   | Skócia           | 86               | 2007. március 28.          |
| 2.   | Anglia           | 73               | 2000. június 20.           |
| 3.   | Argentína        | 63               | Jelenlegi bajnok           |
| 4.   | Hollandia        | 58               | 2020. szeptember 7.        |
| 5.   | Olaszország      | 45               | 2021. október 6.           |
| 6.   | Oroszország      | 41               | 2000. február 23.          |
| 7.   | Brazília         | 38               | 2015. június 17.           |
| 8.   | Franciaország    | 33               | 2022. június 3.            |
| 9.   | Németország      | 31               | 2019. szeptember 6.        |
| 10.  | Svédország       | 28               | 2013. február 6.           |
| 11.  | Uruguay          | 26               | 2016. november 15.         |
| 12.  | Chile            | 21               | 2017. március 23.          |
| 13.  | Spanyolország    | 18               | 2021. október 10.          |
| 14.  | Magyarország     | 17               | 2008. szeptember 10.       |
| 15.  | Csehország       | 15               | 2004. március 31.          |
| 16.  | Peru             | 14               | 2018. június 16.           |
| 17.  | Ausztria         | 12               | 1968. június 16.           |
| 17.  | Wales            | 12               | 1988. szeptember 14.       |
| 19.  | Görögország      | 11               | 2008. május 24.            |
| 19.  | Japán            | 11               | 2011. november 15.         |
| 19.  | Horvátország     | 3                | 2022. december 13.         |
| 22.  | Észak-Korea      | 10               | 2013. január 23.           |
| 22.  | Svájc            | 10               | 1994. június 26.           |
| 24.  | Kolumbia         | 9                | 2015. június 26.           |
| 25.  | Bolívia          | 8                | 2017. augusztus 31.        |
| 25.  | Costa Rica       | 8                | 2014. július 5.            |
| 25.  | Paraguay         | 8                | 2016. szeptember 6.        |
| 25.  | Románia          | 8                | 2006. május 23.            |
| 29.  | Angola           | 7                | 2005. március 27.          |
| 29.  | Zimbabwe         | 7                | 2005. október 8.           |
| 31.  | Bulgária         | 6                | 1985. szeptember 4.        |
| 31.  | Dánia            | 6                | 2022. június 10.           |
| 33.  | Belgium          | 5                | 1990. január 17.           |
| 33.  | Észak-Írország   | 5                | 1933. október 14.          |
| 33.  | Szerbia          | 5                | 1995. május 31.            |
| 36.  | Lengyelország    | 4                | 1989. május 7.             |
| 36.  | Nigéria          | 4                | 2005. november 16.         |
| 38.  | Írország         | 3                | 2004. május 29.            |
| 38.  | Mexikó           | 3                | 2016. június 18.           |
| 40.  | Ecuador          | 2                | 1965. augusztus 22.        |
| 40.  | Egyesült Államok | 2                | 1992. június 14.           |
| 40.  | Grúzia           | 2                | 2007. március 24.          |
| 40.  | Portugália       | 2                | 1992. június 4.            |
| 44.  | Ausztrália       | 1                | 1992. június 18.           |
| 44.  | Curaçao          | 1                | 1963. március 28.          |
| 44.  | Dél-Korea        | 1                | 1995. február 4.           |
| 44.  | Izrael           | 1                | 2000. április 26.          |
| 44.  | Törökország      | 1                | 2007. október 17.          |
| 44.  | Venezuela        | 1                | 2006. október 18.          |

Jegyzetek
1. ↑  Oroszország adataiban 1990-ig a Szovjetunió adatai is szerepelnek
2. ↑  Németország adataiban 1945–1990 között az NSZK adatai is szerepelnek.
3. ↑  Csehország adataiban 1990-ig Csehszlovákia adatai is szerepelnek.
4. ↑  Észak-Írország adataiban 1921-ig Írország adatai is szerepelnek.
5. ↑  Szerbia önálló országként még nem birtokolta a címet. Jugoszláv Királyságként 1939-ben, Jugoszláviaként 1984-ben, Jugoszláv Szövetségi Köztársaságként 1995-ben volt a cím birtokosa.
6. ↑  Curaçao önálló országként még nem birtokolta a címet. Holland Antillákként 1963-ban volt a cím birtokosa.

## Nem hivatalos világbajnokok a nagyobb tornák idején

### Világbajnokság
| Év   | Nem hivatalos világbajnok kijutott-e | Nem hivatalos világbajnok a torna kezdetekor | Nem hivatalos világbajnok a torna végén | Nem hivatalos világbajnok nem volt résztvevő |
| ---- | ------------------------------------ | -------------------------------------------- | --------------------------------------- | -------------------------------------------- |
| 1930 | Nem                                  | –                                            | –                                       | Anglia                                       |
| 1934 | Nem                                  | –                                            | –                                       | Anglia                                       |
| 1938 | Nem                                  | –                                            | –                                       | Skócia                                       |
| 1950 | Igen                                 | Anglia                                       | Chile                                   | –                                            |
| 1954 | Nem                                  | –                                            | –                                       | Paraguay                                     |
| 1958 | Igen                                 | Argentína                                    | Brazília                                | –                                            |
| 1962 | Igen                                 | Spanyolország                                | Mexikó                                  | –                                            |
| 1966 | Igen                                 | Szovjetunió                                  | Anglia                                  | –                                            |
| 1970 | Nem                                  | –                                            | –                                       | Svájc                                        |
| 1974 | Igen                                 | Hollandia                                    | NSZK                                    | –                                            |
| 1978 | Igen                                 | Franciaország                                | Argentína                               | –                                            |
| 1982 | Igen                                 | Peru                                         | Olaszország                             | –                                            |
| 1986 | Igen                                 | NSZK                                         | Argentína                               | –                                            |
| 1990 | Nem                                  | –                                            | –                                       | Görögország                                  |
| 1994 | Igen                                 | Románia                                      | Kolumbia                                | –                                            |
| 1998 | Igen                                 | Argentína                                    | Franciaország                           | –                                            |
| 2002 | Nem                                  | –                                            | –                                       | Hollandia                                    |
| 2006 | Nem                                  | –                                            | –                                       | Uruguay                                      |
| 2010 | Igen                                 | Hollandia                                    | Spanyolország                           | –                                            |
| 2014 | Igen                                 | Uruguay                                      | Németország                             | –                                            |
| 2018 | Igen                                 | Peru                                         | Franciaország                           | –                                            |
| 2022 | Igen                                 | Horvátország                                 | Argentína                               | –                                            |

Chile az 1950-es, Mexikó az 1962-es és Kolumbia az 1994-es tornán a csoportmérkőzések után kiesett, de a nem hivatalos labdarúgó-világbajnokság címvédője maradt.

### Kontinenstornák
- Az alábbi táblázatokban csak azok a tornák vannak feltüntetve, amikor a nem hivatalos labdarúgó-világbajnokság címvédője kijutott az adott tornára.

#### Európa-bajnokság
| Év   | Nem hivatalos világbajnok a torna kezdetekor | Nem hivatalos világbajnok a torna végén |
| ---- | -------------------------------------------- | --------------------------------------- |
| 1976 | Csehszlovákia                                | Csehszlovákia                           |
| 1984 | Jugoszlávia                                  | Franciaország                           |
| 1996 | Oroszország                                  | Németország                             |
| 2000 | Németország                                  | Franciaország                           |
| 2020 | Olaszország                                  | Olaszország                             |

#### Copa América
| Év               | Nem hivatalos világbajnok a torna kezdetekor | Nem hivatalos világbajnok a torna végén |
| ---------------- | -------------------------------------------- | --------------------------------------- |
| 1953             | Brazília                                     | Uruguay                                 |
| 1955             | Paraguay                                     | Argentína                               |
| 1956             | Argentína                                    | Brazília                                |
| 1957             | Argentína                                    | Peru                                    |
| 1959 (Argentína) | Brazília                                     | Brazília                                |
| 1959 (Ecuador)   | Argentína                                    | Peru                                    |
| 1979             | Paraguay                                     | Chile                                   |
| 1993             | Argentína                                    | Argentína                               |
| 2015             | Brazília                                     | Chile                                   |
| 2016             | Uruguay                                      | Chile                                   |

#### CONCACAF-aranykupa
| Év   | Nem hivatalos világbajnok a torna kezdetekor | Nem hivatalos világbajnok a torna végén |
| ---- | -------------------------------------------- | --------------------------------------- |
| 1963 | Mexikó                                       | Costa Rica                              |

#### Ázsia-kupa
| Év   | Nem hivatalos világbajnok a torna kezdetekor | Nem hivatalos világbajnok a torna végén |
| ---- | -------------------------------------------- | --------------------------------------- |
| 2011 | Japán                                        | Japán                                   |

#### Konföderációs kupa
| Év   | Nem hivatalos világbajnok a torna kezdetekor | Nem hivatalos világbajnok a torna végén |
| ---- | -------------------------------------------- | --------------------------------------- |
| 1992 | Argentína                                    | Argentína                               |